# 弓喙薹草
弓喙薹草（学名：Carex capricornis）为莎草科薹草属下的一个种。分布于日本、俄罗斯远东地区、朝鲜以及中国大陆的辽宁、吉林、黑龙江、江苏等地，生长于海拔500米的地区，多生长于沼泽地、河边、湖边以及潮湿处，目前尚未由人工引种栽培。